# Cerezin
Cerezin (od lat. cera: vosak; istoznačnica: ceresin; parafin; Paraffinum solidum) je smjesa uglavnom viših izoalkana s 35 do 55 ugljikovih atoma i s talištem od 65 do 88 °C. Mikrokristalne je strukture, a rabi se za izradbu voštanih svijeća, laštila i politurnih premaza, te u elektrotehnici i kemijskoj industriji. Ceresin je zemni (mineralni prirodni) vosak (ozokerit) pročišćen (rafiniran) sumpornom kiselinom. U farmaceutskoj industriji upotrebljava se kao sastojak neutralnih podloga za izradbu ljekovitih masti namijenjenih vanjskoj primjeni.

## Parafin
Parafin (franc. paraffine od lat. parum affinis: slabo poveziv) je smjesa alkana, to jest parafinskih ugljikovodika s 18 do 55 ugljikovih atoma u molekuli. Dobiva se iz nekih frakcija vakuumske destilacije ostatka nakon atmosferske destilacije nafte. Postupnim hlađenjem tih frakcija do približno –40 °C izlučuje se parafinski vosak, koji se odvaja filtracijom. Iz parafinskoga voska mogu se dobiti tri vrste parafina: čvrsti parafin, ceresin i vazelin. Parafinski je vosak i sirovina za hidrokrekiranje, čime pretežito nastaju izoparafini koji služe kao sastojak mazivih ulja. Čvrsti parafin makrokristalna je, vosku slična bijela tvar, smjesa n-alkana s 18 do 35 ugljikovih atoma i s talištem 45 do 55 °C. Upotrebljava se za izradbu vodootpornoga, voštanoga papira, za impregnaciju tkanina i kože, u proizvodnji svijeća, olovaka i žigica (šibica) te za konzerviranje.